# Oviedo (Gerichtsbezirk)
Der Gerichtsbezirk Oviedo ist einer der 18 Gerichtsbezirke in der autonomen Gemeinschaft Asturien.
Der Bezirk umfasst 5 Gemeinden auf einer Fläche von 403,77 km² mit dem Hauptquartier in Oviedo.

## Gemeinden
| Gemeinde              | Einwohner (2024) | Fläche km² | Dichte Einw./km² | Cod INE | Postleitzahl |
| --------------------- | ---------------- | ---------- | ---------------- | ------- | ------------ |
| Llanera               | 13.938           | 106,69     | 131              | 33035   | 33424        |
| Oviedo                | 220.543          | 186,65     | 1.182            | 33044   | 33001–33013  |
| Las Regueras          | 1.875            | 65,85      | 28               | 33054   | 33190        |
| Ribera de Arriba      | 1.852            | 21,98      | 84               | 33057   | 33172        |
| Santo Adriano         | 289              | 22,60      | 13               | 33064   | 33115        |
| Gerichtsbezirk Oviedo | 238.497          | 403,77     | 591              | –       | –            |